# Johann Samuel Trommsdorff
Johann Samuel Trommsdorff, auch Tromsdorf (* 22. September 1676 in Alperstedt; † 13. April 1713 in Erfurt) war ein deutscher evangelischer Theologe und Philosoph.

## Leben
Trommsdorff wurde im Jahr 1697 Magister in Erfurt. 1699 wurde er Diakon, ab 1703 Pfarrer an der Andreaskirche, was er bis zu seinem Tod im April 1713 blieb. Außerdem war er Professor der Theologie an der Universität Erfurt. Er war der Autor mehrerer weltlicher und geistlicher Schriften.
Als Diakon heiratete er am 24. Oktober 1699 in seiner Andreaskirche Martha Juditha Andreae (getauft 21. April 1681; † 17. März 1754), die Tochter des Johann Wilhelm Andreae (1642–1683). Beider Sohn war der Apotheker Jakob Hieronymus Trommsdorff (1708–1768), sein Enkel der Mediziner und Chemiker Wilhelm Bernhard Trommsdorff (1738–1782), sein Urenkel der Pharmazeut Johann Bartholomäus Trommsdorff (1770–1837).

## Werke (Auswahl)
- Neue und Alte Geographie von ganz Teutschland, Frankfurt und Leipzig 1711
- Theologia di oligon res selectissimas ad Theologiam Revelatam positivam, polemicam, moralem atque consolatoriam spectantes in compendiosissimo compendio exhibens, Verlag Foerster, Hannover 1719